# Palu, Elazığ
Palu là một huyện thuộc tỉnh Elazığ, Thổ Nhĩ Kỳ. Huyện có diện tích 837 km² và dân số thời điểm năm 2007 là 22019 người, mật độ 26 người/km².